# Macroxenodes meinerti
Macroxenodes meinerti är en mångfotingart som först beskrevs av Filippo Silvestri 1898.  Macroxenodes meinerti ingår i släktet Macroxenodes och familjen penseldubbelfotingar. Inga underarter finns listade i Catalogue of Life.